# Rachel et autres grâces
 (septembre 2013).
Rachel et autres grâces est un recueil de nouvelles d'Emmanuel Berl publié la première fois en 1965 par Grasset dans la collection « Les Cahiers verts » (no 71). Dans ces neuf nouvelles d’inspiration fortement autobiographique, l'auteur évoque le souvenir de quelques femmes qui marquèrent sa vie.

## Le texte

### La nature et la grâce
Ce texte, qui forme l'introduction en quelque sorte du recueil, n'est pas une nouvelle proprement dite. L'auteur, âgé alors de plus de 70 ans, revient brièvement sur son parcours intellectuel et cite les auteurs et artistes, morts ou vivants, qui l'influencèrent ou le touchèrent (avec une mention spéciale pour Fénelon). Il y définit aussi le terme de grâce, un "hors-texte" dans nos histoires personnelles qui "sont des labyrinthes qui se compliquent à mesure qu'on y avance". Une grâce est donc la rencontre d'une autre vie et peut prendre la forme d'un ami, d'une femme, d'un auteur.

### Rachel
Âgé de 18 ans, il rencontre dans un train une jeune femme (Julia Eiger), mariée et mère de famille. Immédiatement attirés l'un par l'autre, ils passeront la nuit ensemble dans un hôtel de gare avant de se quitter au matin pour ne plus se revoir.

### Thamar
À 20 ans, il fait la connaissance en Suisse, d'une jeune fille excentrique, bohème, dilettante, passionnée de danse et qui deviendra épisodiquement sa maîtresse.
Elle est émigrée russe et se prostitue en attendant de trouver un rôle au cinéma.

### Julia
À l'université de Fribourg-en-Brisgau, il rencontre Julia, jeune Russe, intelligente et anorexique avec qui il nouera une chaste amitié estudiantine. Il tentera de l'aider à vaincre son rejet de la nourriture mais leurs chemins se sépareront lorsque le narrateur rentre en France avant le début de la première guerre mondiale.

### Liliane
En 1917, l'auteur revoit à Nice la somptueuse Liliane, une amie d'enfance. Elle est mariée mais son union n'est pas heureuse, elle méprise son mari, l'accuse d'être un pervers sexuel ainsi qu'un planqué. Alors qu'une procédure de divorce est entamée, le mari est tué au front en héros. Pour mettre son amie à l'abri des critiques malveillantes et apaiser sa famille, il lui propose d'annoncer à son entourage qu’ils se fiancent. Après quelques mois de chastes fiançailles, leur relation peu à peu se refroidit, « la beauté arrogante de Liliane provoquait en moi, certainement, une sorte de rétraction. », et ils mettent fin à leur amitié : « Un jour, nous ne nous sommes pas dit « à demain », c’est tout. »

### Mary Duclaux
Portrait d’une amie plus âgée qui sera pendant vingt ans une sorte de protectrice un peu trop présente. Poétesse connue sous le nom d’Agnes Robinson dans sa jeunesse, elle épousa James Darmesteter, un orientaliste de santé fragile puis après quelques années de veuvage, se remaria avec Émile Duclaux, le successeur de Pasteur à l’Institut. Elle survivra quarante années à son deuxième mari.

### Nora
Nora rêve de faire du cinéma et en attendant la gloire, pour vivre, se prostitue dans une maison de tolérance. Elle n’en éprouve aucune culpabilité, elle a « le sentiment de subvenir à ses besoins par l’exercice d’un métier ». Malgré son manque flagrant de talent, elle tient le cinéma en si grande estime qu’elle n’accepterait pour rien au monde de coucher avec un producteur pour décrocher un rôle. Nora, qui est jolie malgré une cicatrice au visage, est aussi systématiquement attirée par les hommes fragiles, infirmes ou malades. 

### Louisette
Le narrateur entame une liaison avec Louisette, jeune prostituée, qui a choisi ce métier pour échapper à la dureté du travail en usine. Elle est décrite comme neurasthénique, silencieuse, et d’une « frigidité chronique ». Finalement, le narrateur réussit à lui faire changer de métier, elle devient ouvreuse de cinéma puis rencontre un autre homme et se marie.

### Renée Hamon ou le petit corsaire
Esquisses de portrait de Marguerite de Girardin, de Colette ainsi que de Renée Hamon, une amie fragile et fantasque de Colette (qui l’appelait « le petit corsaire »), mariée plusieurs fois, bisexuelle et voyageuse (d’un voyage en Polynésie en 1937, elle ramènera un ouvrage, les îles de lumière).

## Critiques
- « Rachel et autres grâces publié chez Grasset dans la collection « Les Cahiers verts » en 1965, formera trilogie avec Sylvia et Présence des morts : au livre du Désir, au livre des Morts, succède le livre du Plaisir. C'est le plus réconfortant ; tout juste peut-on regretter […] que le style de Berl n'ait plus tout à fait la grâce et la ductilité d'antan. Berl y poursuit son autobiographie de guingois, réaffirmant son refus d'une vision qui transcenderait sa vie. […] Il pointe maintenant à travers une série de portraits féminins, des moments privilégiés où un heureux hasard a favorisé la conciliation du fantasme et de la vérité, d'où naît le plaisir. »[4]
- « La propre position intellectuelle et littéraire d'Emmanuel Berl ne cesse de se renforcer : Rachel et autres grâces est vraiment un livre charmant sinon puissant […]. Son succès est grand auprès de la critique, sans que le public suive. »[5]
- « Sept portraits de femmes qu'il a aimées. De la catin à la poétesse, elles furent toutes des grâces : communications privilégiées qu'il a su recevoir. […] Thamar ou Rachel sont des Sylvia peintes sous la forme de nouvelles. Suivant son art, il rend les émotions qu'elles lui ont données. Son but est de les montrer telles qu'elles furent et non telles qu'il les a vues. »[6]
- « Vous n'avez pas été un poète, ni un romancier, mais pourtant vous avez écrit de très beaux livres comme Sylvia et Rachel et autres grâces qui valent bien des poèmes et des romans. »[7]
- Voir aussi Mélancolie d'Emmanuel Berl de Henri Raczymow (Gallimard, 2015)

### Source primaire
- Emmanuel Berl, Rachel et autres grâces, Grasset, 1987,  (ISBN 9782246795056)